# Saperda perforata
Saperda perforata је врста инсекта из реда тврдокрилаца (Coleoptera) и породице стрижибуба (Cerambycidae). Сврстана је у потпородицу Lamiinae.

## Распрострањеност
Врста је распрострањена на подручју Европе, Кавкаских планина, Русије и Северне Африке. У Србији је ретка врста.

## Опис
Тело је издужено, црно, покривено густим, белосивкастим, жућкастим или маслинастим томентом. На пронотуму су четири црне мрље распоређене у квадрат и још две са стране. На покрилцима је по пет правилно, уздужно постављених црних пега и црна бочна пруга од рамена до средине елитрона. Дужина тела од 12 до 20 мм.

## Биологија
Животни циклус траје једну до две године, ларве се развијају у болесним или мртвим стаблима или гранама. Адулти се срећу на лишћу, гранама, живим и посеченим стаблима. 

## Статус заштите
Врста се налази на Европској црвеној листи сапроксилних тврдокрилаца.

## Синоними
- Cerambyx perforatus Pallas, 1773
- Saperda (Lopezcolonia) perforata (Pallas, 1773)
- Saperda cinerascens Hellen, 1922
- Leptura decempunctata Goeze, 1777
- Leptura duodecimpunctata Brahm, 1790
- Saperda seydilii Fröhlich, 1793